# Dynastie salomonide
La dynastie salomonide (ou salomonienne) est une dynastie d’Éthiopie, se réclamant du roi Salomon et de la reine de Saba, dont on dit qu’elle donna naissance à Ménélik Ier après sa visite à Salomon à Jérusalem, relatée dans la Bible. Cette dynastie, fondée au XIIIe siècle, ne reposait pas sur une descendance biologique stricte mais sur des successions politiques, le plus souvent dans un même lignage. La dynastie salomonienne a été l'une des trois plus vieilles maisons souveraines dans le monde avec la maison impériale du Japon et la maison royale de Géorgie.

## Historique

### Origine
Cette dynastie, liée à l’Église éthiopienne orthodoxe, est arrivée au pouvoir le 10 août 1270 (10 Nehasé 1262, selon le calendrier éthiopien) lorsque Yekouno Amlak renverse le dernier souverain de la dynastie Zagoué. Yekouno Amlak affirme alors être le descendant en ligne directe de l’ancienne famille royale d’Aksoum que les Zagoués ont remplacée sur le trône.
Ménélik II, et plus tard sa fille Zaoditou, ont été les derniers monarques qui pouvaient prétendre descendre de la lignée mâle du roi Salomon et de la reine de Saba, alors que Lij Iyasou et Hailé Sélassié Ier appartiennent à la lignée féminine, Iyasu par sa mère Shewarega Ménélik, et Hailé Sélassié par sa grand-mère paternelle, Tenagnework Sahle Sélassié. La lignée mâle existe toujours à travers les descendants de Ménélik mais elle a été mise de côté en grande partie à cause des inimitiés de Ménélik pour cette branche de sa famille.

### Expansion
Au début du XIVe siècle, trois puissances dirigent les territoires éthiopiens, chacun de religion différente : le royaume païen de Damot, le sultanat d'Ifat et le royaume chrétien de la dynastie salomonide. En 1316-1317, Amda Seyon Ier entame plusieurs conquêtes militaires visant à repousser les frontières du royaume à l'est, au sud et à l'ouest. Il remporte des victoires décisives contre plusieurs territoires, mais surtout contre le Damot, le transformant en sujet. Il fait déplacer les populations de plusieurs territoires du Damot afin de permettre aux communautés chrétiennes de s'y installer. Takla Haymanot, moine reconnu comme saint par l'Église orthodoxe éthiopienne est considéré comme l'évangélisateur du Damot et parvient également à fonder une communauté monastique au sein du Choa détenu par le sultanat.
Plusieurs conflits continuent de se produire durant les XIVe et XVe siècles, résultant d'une alternance de périodes de compétition et de symbiose économique. En effet, le territoire salomonide possède de nombreuses ressources (or, ivoire, esclaves) mais dépend des ports musulmans actifs au sein des routes commerciales de l'océan indien. Des villes-marchés sont fondées, s'établissant sur le principe de gouvernance chrétienne avec des quartiers commerçants musulmans . 
Les deux sociétés complémentaires voient apparaitre le long des routes commerçantes de petites cités musulmanes tandis que la cour royale se caractérise par sa mobilité. La présence du roi permettait de maintenir un contrôle territorial et de pouvoir rapidement mobiliser les forces afin de répondre aux incursions.

### Période moderne
La dynastie salomonide a régné sur l’Éthiopie avec quelques interruptions jusqu’en 1974, lorsque le dernier empereur, Hailé Sélassié, est renversé par le Derg. Lors de la révolution éthiopienne de 1974, les membres de la famille royale sont exécutés, emprisonnés ou exilés. Ceux qui avaient été placés en détention n’ont été relâchés qu’en 1989-1990 et n'ont été autorisés à quitter le pays qu’au moment où le Derg commence à voir son autorité remise en cause pour finalement être renversé en 1991. Plusieurs membres de la famille impériale ont depuis lors décidé de revenir en Éthiopie.

Le drapeau éthiopien au XIXe siècle

Le blason impérial a été adopté par l’empereur Haile Selassie. Il est composé d’un trône impérial, entouré de deux anges, l’un tenant une épée et une balance, l’autre tenant le sceptre impérial. Le trône est souvent représenté avec une croix chrétienne, une étoile de David et un croissant de lune qui représentent respectivement la tradition chrétienne, juive et islamique. Il est surmonté d’un manteau rouge et d’une couronne impériale, et devant le trône, figure le Lion de Juda qui apparaît au centre des trois couleurs du drapeau éthiopien sous la monarchie. La phrase « Moa Ambassa ze imnegede Yehuda » (la conquête de la tribu du Lion de Juda), figurant sur le blason, précède toujours le titre officiel de l’empereur, mais en se référant au Christ plutôt qu’au monarque. La devise officielle de la dynastie impériale est Ityopia tabetsih edewiha habe Igziabiher (« L’Éthiopie tend ses mains vers le Seigneur ») tiré du livre des Psaumes.
Au cours de la majeure partie de la dynastie salomonide, le quadrant nord-ouest de l’actuel plateau d’Éthiopie a constitué l'essentiel du territoire de l'empire. Ce territoire s’est modifié au cours des siècles, incorporant parfois des parties de l’actuel Soudan, des zones côtières de la mer Rouge et du golfe d’Aden, et s’étendant aussi au sud vers le Kenya. Les régions sud et est ont été intégrées au royaume de façon permanente au cours des deux derniers siècles, en particulier par l'action de Ménélik II et Hailé Sélassié. La partie centrale du royaume et le sud du pays ont été incorporés à l’empire sous le règne d’Amda Seyon Ier et de Zar’a Ya’iqob, mais les zones périphériques ont été perdues après les guerres d’Ahmed Ibn Ibrahim Al-Ghazi

## Réécriture historiographique
Le récit historiographique dynastique est à nuancer au regard des recherches historiques et archéologiques qui indiquent que la mise en place de l'idéologie royale éthiopienne est effectuée par la dynastie Zagwé. Des témoignages dans des sources égyptiennes, notamment dans l'Histoire des patriarches de l'Église d'Alexandrie, permettent de confirmer cela. En effet, sous le règne de Gebre Mesqel Lalibela, chaque roi est considéré comme un élu de Dieu, héritier d'Israël, descendant du roi Salomon et de la reine de Saba, et détenteur de l'Arche d'alliance. En lui succédant, Yekouno Amlak s'efforcera de dupliquer l'ensemble de l'organisation politique et territoriale et de confisquer l'idéologie royale, d'où le nom de dynastie salomonienne.
Les successeurs de Yekuno Amlak marqueront la rupture dynastique en désavouant les Zagwés et en les qualifiant d'usurpateurs dans l'historiographie qu'il dessine dès le XIVe siècle. Cette réécriture présente alors Yekuno Amlak et ses successeurs comme les seuls héritiers légitimes des souverains aksumites et seuls descendants du roi Salomon et de la reine de Saba. Cette historiographie, directement reprise sur celle forgée par les Zagwés, est intégrée dans l'historiographie moderne qui considère la période qui débute en 1270 comme celle de la restauration salomonienne.

## Principaux membres
- Yekouno Amlak (1268)
- Yagbéa-Syon (1285)
- Senfa Ared IV (1294)
- Hezba Asgad (1295)
- Qedma Asgad (1296)
- Jin Asgad (1297)
- Saba Asgad (1298)
- Ouédem-Arad (1299)
- Amda-Syon Ier (1314)
- Newaya Krestos (1344)
- Newaya Maryam (1372)
- Dawit Ier (1382)
- Théodoros Ier (1411)
- Yeshak (1414)
- Endreyas (1429)
- Takla Maryam (1430)
- Sarwe Iyasou (1433)
- Amda Iyasou (1433)
- Zara Yaqob (1434)
- Baéda-Maryam (1468)
- Eskender (1478)
- Amda Syon II (1494)
- Naod (1494)
- Dawit II (1508)
- Gelawdewos (1540)
- Minas (1559)
- Sarsa Dengel (1563)
- Yaqob (1597, 1604)
- Za Dengel (1603)
- Sousnéyos (1607)
- Fazilidas (1632)
- Yoannès Ier (1667)
- Iyasou Ier (1682)
- Takla Haïmanot Ier (1706)
- Naod II (1708)
- Théophilos (1708)
- Yostos (1711)
- Dawit III (1716)
- Bacaffa (1721)
- Iyasou II (1730)
- Yoas Ier (1755)
- Yohannès II (1769)
- Takla Haïmanot II (1769)
- Salomon II (1777)
- Takla Guiorguis (1779, 1788, 1794, 1795, 1798, 1800)
- Iyasou III (1784)
- Hezqeyas (1789)
- Baeda Maryam II (1795)
- Walda Salomon (1796, 1799)
- Yonas Ier (1797)
- Démétros (1799, 1800)
- Egwale Syon (1801)
- Yoas II (1818)
- Gigar (1821, 1826)
- Baeda Maryam II (1826)
- Iyasou IV (1830)
- Gebre Krestos d'Éthiopie (1832)
- Sahle Dengel (1832, 1841, 1851)
- Yohannès III (1840, 1850)
- Takla Guiorguis II (1868)
- Yohannès IV (1871)
- Ménélik II (1889)
- Iyasou V (1913)
- Zaoditou (1916)
- Hailé Sélassié Ier (1930)
- Amha Selassie - en exil (1978)

## Arbre généalogique de la branche choane des Salomonides depuis Wossen Seged
|  |  |                                                     |                                                     |                                                     |                                                     |                                                     |                                                     |              |              |            |            |                                                 |                                                 |                                                                |                                                                |                                                                |                                                                |                                                                |                                                                | Wossen Seged (en)                             | Wossen Seged (en)                             | Wossen Seged (en)                             | Wossen Seged (en)                             | Wossen Seged (en)                     | Wossen Seged (en)                     |             |             |                                                  |                                                  |                                                  |                                                  |                                                  |                                                  |                      |                      |                                                     |                                                     |                                                             |                                                             |                                                             |                                                             |                                                             |                                                             |                                        |                                        |                                        |                                        |                                        |                                        | Maryam Gabre +1826                  | Maryam Gabre +1826                  | Maryam Gabre +1826 | Maryam Gabre +1826 | Maryam Gabre +1826                                      | Maryam Gabre +1826                                      |                                                         |                                                         |                                                         |                                                         |                                           |                                           |                  |                  |                                                               |                                                               |                                                               |                                                               |                                                               |                                                               |  |  |                                                                          |                                                                          |                                                                          |                                                                          | Wolde Kiros                                                              | Wolde Kiros                                                              | Wolde Kiros                                         | Wolde Kiros                                         | Wolde Kiros                                         | Wolde Kiros                                         |                                                                  |                                                                  |                                                                  |                                                                  |                                                                  |                                                                  |                                                     |                                                     |  |  |                                                           |                                                           |                                                           |                                                           |                                                           |                                                           |  |  |  |  |  |  |  |  |  |  |  |  |  |  |  |  |  |  |
|  |  |                                                     |                                                     |                                                     |                                                     |                                                     |                                                     |              |              |            |            |                                                 |                                                 |                                                                |                                                                |                                                                |                                                                |                                                                |                                                                | Wossen Seged (en)                             | Wossen Seged (en)                             | Wossen Seged (en)                             | Wossen Seged (en)                             | Wossen Seged (en)                     | Wossen Seged (en)                     |             |             |                                                  |                                                  |                                                  |                                                  |                                                  |                                                  |                      |                      |                                                     |                                                     |                                                             |                                                             |                                                             |                                                             |                                                             |                                                             |                                        |                                        |                                        |                                        |                                        |                                        | Maryam Gabre +1826                  | Maryam Gabre +1826                  | Maryam Gabre +1826 | Maryam Gabre +1826 | Maryam Gabre +1826                                      | Maryam Gabre +1826                                      |                                                         |                                                         |                                                         |                                                         |                                           |                                           |                  |                  |                                                               |                                                               |                                                               |                                                               |                                                               |                                                               |  |  |                                                                          |                                                                          |                                                                          |                                                                          | Wolde Kiros                                                              | Wolde Kiros                                                              | Wolde Kiros                                         | Wolde Kiros                                         | Wolde Kiros                                         | Wolde Kiros                                         |                                                                  |                                                                  |                                                                  |                                                                  |                                                                  |                                                                  |                                                     |                                                     |  |  |                                                           |                                                           |                                                           |                                                           |                                                           |                                                           |  |  |  |  |  |  |  |  |  |  |  |  |  |  |  |  |  |  |
|  |  |                                                     |                                                     |                                                     |                                                     |                                                     |                                                     |              |              |            |            |                                                 |                                                 |                                                                |                                                                |                                                                |                                                                |                                                                |                                                                |                                               |                                               |                                               |                                               |                                       |                                       |             |             |                                                  |                                                  |                                                  |                                                  |                                                  |                                                  |                      |                      |                                                     |                                                     |                                                             |                                                             |                                                             |                                                             |                                                             |                                                             |                                        |                                        |                                        |                                        |                                        |                                        |                                     |                                     |                    |                    |                                                         |                                                         |                                                         |                                                         |                                                         |                                                         |                                           |                                           |                  |                  |                                                               |                                                               |                                                               |                                                               |                                                               |                                                               |  |  |                                                                          |                                                                          |                                                                          |                                                                          |                                                                          |                                                                          |                                                     |                                                     |                                                     |                                                     |                                                                  |                                                                  |                                                                  |                                                                  |                                                                  |                                                                  |                                                     |                                                     |  |  |                                                           |                                                           |                                                           |                                                           |                                                           |                                                           |  |  |  |  |  |  |  |  |  |  |  |  |  |  |  |  |  |  |
|  |  |                                                     |                                                     |                                                     |                                                     |                                                     |                                                     |              |              |            |            |                                                 |                                                 |                                                                |                                                                |                                                                |                                                                | Sahle Selassié vers 1795 - 1847 Negus du Choa                  | Sahle Selassié vers 1795 - 1847 Negus du Choa                  | Sahle Selassié vers 1795 - 1847 Negus du Choa | Sahle Selassié vers 1795 - 1847 Negus du Choa | Sahle Selassié vers 1795 - 1847 Negus du Choa | Sahle Selassié vers 1795 - 1847 Negus du Choa |                                       |                                       |             |             |                                                  |                                                  |                                                  |                                                  |                                                  |                                                  | Haile Giyorgis Wolde | Haile Giyorgis Wolde | Haile Giyorgis Wolde                                | Haile Giyorgis Wolde                                | Haile Giyorgis Wolde                                        | Haile Giyorgis Wolde                                        |                                                             |                                                             |                                                             |                                                             |                                        |                                        | Wube Hailé 1799 - 1867 Ras du Tigré    | Wube Hailé 1799 - 1867 Ras du Tigré    | Wube Hailé 1799 - 1867 Ras du Tigré    | Wube Hailé 1799 - 1867 Ras du Tigré    | Wube Hailé 1799 - 1867 Ras du Tigré | Wube Hailé 1799 - 1867 Ras du Tigré |                    |                    |                                                         |                                                         | Betul Hailé                                             | Betul Hailé                                             | Betul Hailé                                             | Betul Hailé                                             | Betul Hailé                               | Betul Hailé                               |                  |                  |                                                               |                                                               |                                                               |                                                               |                                                               |                                                               |  |  |                                                                          |                                                                          |                                                                          |                                                                          |                                                                          |                                                                          | Wolde Kidan                                         | Wolde Kidan                                         | Wolde Kidan                                         | Wolde Kidan                                         | Wolde Kidan                                                      | Wolde Kidan                                                      |                                                                  |                                                                  |                                                                  |                                                                  |                                                     |                                                     |  |  |                                                           |                                                           |                                                           |                                                           |                                                           |                                                           |  |  |  |  |  |  |  |  |  |  |  |  |  |  |  |  |  |  |
|  |  |                                                     |                                                     |                                                     |                                                     |                                                     |                                                     |              |              |            |            |                                                 |                                                 |                                                                |                                                                |                                                                |                                                                | Sahle Selassié vers 1795 - 1847 Negus du Choa                  | Sahle Selassié vers 1795 - 1847 Negus du Choa                  | Sahle Selassié vers 1795 - 1847 Negus du Choa | Sahle Selassié vers 1795 - 1847 Negus du Choa | Sahle Selassié vers 1795 - 1847 Negus du Choa | Sahle Selassié vers 1795 - 1847 Negus du Choa |                                       |                                       |             |             |                                                  |                                                  |                                                  |                                                  |                                                  |                                                  | Haile Giyorgis Wolde | Haile Giyorgis Wolde | Haile Giyorgis Wolde                                | Haile Giyorgis Wolde                                | Haile Giyorgis Wolde                                        | Haile Giyorgis Wolde                                        |                                                             |                                                             |                                                             |                                                             |                                        |                                        | Wube Hailé 1799 - 1867 Ras du Tigré    | Wube Hailé 1799 - 1867 Ras du Tigré    | Wube Hailé 1799 - 1867 Ras du Tigré    | Wube Hailé 1799 - 1867 Ras du Tigré    | Wube Hailé 1799 - 1867 Ras du Tigré | Wube Hailé 1799 - 1867 Ras du Tigré |                    |                    |                                                         |                                                         | Betul Hailé                                             | Betul Hailé                                             | Betul Hailé                                             | Betul Hailé                                             | Betul Hailé                               | Betul Hailé                               |                  |                  |                                                               |                                                               |                                                               |                                                               |                                                               |                                                               |  |  |                                                                          |                                                                          |                                                                          |                                                                          |                                                                          |                                                                          | Wolde Kidan                                         | Wolde Kidan                                         | Wolde Kidan                                         | Wolde Kidan                                         | Wolde Kidan                                                      | Wolde Kidan                                                      |                                                                  |                                                                  |                                                                  |                                                                  |                                                     |                                                     |  |  |                                                           |                                                           |                                                           |                                                           |                                                           |                                                           |  |  |  |  |  |  |  |  |  |  |  |  |  |  |  |  |  |  |
|  |  |                                                     |                                                     |                                                     |                                                     |                                                     |                                                     |              |              |            |            |                                                 |                                                 |                                                                |                                                                |                                                                |                                                                |                                                                |                                                                |                                               |                                               |                                               |                                               |                                       |                                       |             |             |                                                  |                                                  |                                                  |                                                  |                                                  |                                                  |                      |                      |                                                     |                                                     |                                                             |                                                             |                                                             |                                                             |                                                             |                                                             |                                        |                                        |                                        |                                        |                                        |                                        |                                     |                                     |                    |                    |                                                         |                                                         |                                                         |                                                         |                                                         |                                                         |                                           |                                           |                  |                  |                                                               |                                                               |                                                               |                                                               |                                                               |                                                               |  |  |                                                                          |                                                                          |                                                                          |                                                                          |                                                                          |                                                                          |                                                     |                                                     |                                                     |                                                     |                                                                  |                                                                  |                                                                  |                                                                  |                                                                  |                                                                  |                                                     |                                                     |  |  |                                                           |                                                           |                                                           |                                                           |                                                           |                                                           |  |  |  |  |  |  |  |  |  |  |  |  |  |  |  |  |  |  |
|  |  |                                                     |                                                     |                                                     |                                                     |                                                     |                                                     |              |              |            |            | Tenagnewerq vers 1830-1887                      | Tenagnewerq vers 1830-1887                      | Tenagnewerq vers 1830-1887                                     | Tenagnewerq vers 1830-1887                                     | Tenagnewerq vers 1830-1887                                     | Tenagnewerq vers 1830-1887                                     |                                                                |                                                                |                                               |                                               |                                               |                                               |                                       |                                       |             |             | Haile Melekot 1824 - 1855 Negus du Choa          | Haile Melekot 1824 - 1855 Negus du Choa          | Haile Melekot 1824 - 1855 Negus du Choa          | Haile Melekot 1824 - 1855 Negus du Choa          | Haile Melekot 1824 - 1855 Negus du Choa          | Haile Melekot 1824 - 1855 Negus du Choa          |                      |                      | Téwodros II d’Éthiopie 1818 - 1868 Negus d’Éthiopie | Téwodros II d’Éthiopie 1818 - 1868 Negus d’Éthiopie | Téwodros II d’Éthiopie 1818 - 1868 Negus d’Éthiopie         | Téwodros II d’Éthiopie 1818 - 1868 Negus d’Éthiopie         | Téwodros II d’Éthiopie 1818 - 1868 Negus d’Éthiopie         | Téwodros II d’Éthiopie 1818 - 1868 Negus d’Éthiopie         |                                                             |                                                             | Terunesh +1868 2e femme de Téwodros II | Terunesh +1868 2e femme de Téwodros II | Terunesh +1868 2e femme de Téwodros II | Terunesh +1868 2e femme de Téwodros II | Terunesh +1868 2e femme de Téwodros II | Terunesh +1868 2e femme de Téwodros II |                                     |                                     |                    |                    |                                                         |                                                         |                                                         |                                                         |                                                         |                                                         |                                           |                                           |                  |                  |                                                               |                                                               |                                                               |                                                               |                                                               |                                                               |  |  |                                                                          |                                                                          |                                                                          |                                                                          | Mirtcha Wolde Kidan +1863                                                | Mirtcha Wolde Kidan +1863                                                | Mirtcha Wolde Kidan +1863                           | Mirtcha Wolde Kidan +1863                           | Mirtcha Wolde Kidan +1863                           | Mirtcha Wolde Kidan +1863                           |                                                                  |                                                                  |                                                                  |                                                                  |                                                                  |                                                                  |                                                     |                                                     |  |  | Gabre Medhin                                              | Gabre Medhin                                              | Gabre Medhin                                              | Gabre Medhin                                              | Gabre Medhin                                              | Gabre Medhin                                              |  |  |  |  |  |  |  |  |  |  |  |  |  |  |  |  |  |  |
|  |  |                                                     |                                                     |                                                     |                                                     |                                                     |                                                     |              |              |            |            | Tenagnewerq vers 1830-1887                      | Tenagnewerq vers 1830-1887                      | Tenagnewerq vers 1830-1887                                     | Tenagnewerq vers 1830-1887                                     | Tenagnewerq vers 1830-1887                                     | Tenagnewerq vers 1830-1887                                     |                                                                |                                                                |                                               |                                               |                                               |                                               |                                       |                                       |             |             | Haile Melekot 1824 - 1855 Negus du Choa          | Haile Melekot 1824 - 1855 Negus du Choa          | Haile Melekot 1824 - 1855 Negus du Choa          | Haile Melekot 1824 - 1855 Negus du Choa          | Haile Melekot 1824 - 1855 Negus du Choa          | Haile Melekot 1824 - 1855 Negus du Choa          |                      |                      | Téwodros II d’Éthiopie 1818 - 1868 Negus d’Éthiopie | Téwodros II d’Éthiopie 1818 - 1868 Negus d’Éthiopie | Téwodros II d’Éthiopie 1818 - 1868 Negus d’Éthiopie         | Téwodros II d’Éthiopie 1818 - 1868 Negus d’Éthiopie         | Téwodros II d’Éthiopie 1818 - 1868 Negus d’Éthiopie         | Téwodros II d’Éthiopie 1818 - 1868 Negus d’Éthiopie         |                                                             |                                                             | Terunesh +1868 2e femme de Téwodros II | Terunesh +1868 2e femme de Téwodros II | Terunesh +1868 2e femme de Téwodros II | Terunesh +1868 2e femme de Téwodros II | Terunesh +1868 2e femme de Téwodros II | Terunesh +1868 2e femme de Téwodros II |                                     |                                     |                    |                    |                                                         |                                                         |                                                         |                                                         |                                                         |                                                         |                                           |                                           |                  |                  |                                                               |                                                               |                                                               |                                                               |                                                               |                                                               |  |  |                                                                          |                                                                          |                                                                          |                                                                          | Mirtcha Wolde Kidan +1863                                                | Mirtcha Wolde Kidan +1863                                                | Mirtcha Wolde Kidan +1863                           | Mirtcha Wolde Kidan +1863                           | Mirtcha Wolde Kidan +1863                           | Mirtcha Wolde Kidan +1863                           |                                                                  |                                                                  |                                                                  |                                                                  |                                                                  |                                                                  |                                                     |                                                     |  |  | Gabre Medhin                                              | Gabre Medhin                                              | Gabre Medhin                                              | Gabre Medhin                                              | Gabre Medhin                                              | Gabre Medhin                                              |  |  |  |  |  |  |  |  |  |  |  |  |  |  |  |  |  |  |
|  |  |                                                     |                                                     |                                                     |                                                     |                                                     |                                                     |              |              |            |            |                                                 |                                                 |                                                                |                                                                |                                                                |                                                                |                                                                |                                                                |                                               |                                               |                                               |                                               |                                       |                                       |             |             |                                                  |                                                  |                                                  |                                                  |                                                  |                                                  |                      |                      |                                                     |                                                     |                                                             |                                                             |                                                             |                                                             |                                                             |                                                             |                                        |                                        |                                        |                                        |                                        |                                        |                                     |                                     |                    |                    |                                                         |                                                         |                                                         |                                                         |                                                         |                                                         |                                           |                                           |                  |                  |                                                               |                                                               |                                                               |                                                               |                                                               |                                                               |  |  |                                                                          |                                                                          |                                                                          |                                                                          |                                                                          |                                                                          |                                                     |                                                     |                                                     |                                                     |                                                                  |                                                                  |                                                                  |                                                                  |                                                                  |                                                                  |                                                     |                                                     |  |  |                                                           |                                                           |                                                           |                                                           |                                                           |                                                           |  |  |  |  |  |  |  |  |  |  |  |  |  |  |  |  |  |  |
|  |  |                                                     |                                                     |                                                     |                                                     |                                                     |                                                     |              |              |            |            |                                                 |                                                 |                                                                |                                                                |                                                                |                                                                |                                                                |                                                                |                                               |                                               |                                               |                                               |                                       |                                       |             |             |                                                  |                                                  |                                                  |                                                  |                                                  |                                                  |                      |                      |                                                     |                                                     |                                                             |                                                             |                                                             |                                                             |                                                             |                                                             |                                        |                                        |                                        |                                        |                                        |                                        |                                     |                                     |                    |                    |                                                         |                                                         |                                                         |                                                         |                                                         |                                                         |                                           |                                           |                  |                  |                                                               |                                                               |                                                               |                                                               |                                                               |                                                               |  |  |                                                                          |                                                                          |                                                                          |                                                                          |                                                                          |                                                                          |                                                     |                                                     |                                                     |                                                     |                                                                  |                                                                  |                                                                  |                                                                  |                                                                  |                                                                  |                                                     |                                                     |  |  |                                                           |                                                           |                                                           |                                                           |                                                           |                                                           |  |  |  |  |  |  |  |  |  |  |  |  |  |  |  |  |  |  |
|  |  |                                                     |                                                     |                                                     |                                                     | Eheta                                               | Eheta                                               | Eheta        | Eheta        | Eheta      | Eheta      |                                                 |                                                 | Mekonnen Welde Mikaél 1852 - 1906 Militaire et homme politique | Mekonnen Welde Mikaél 1852 - 1906 Militaire et homme politique | Mekonnen Welde Mikaél 1852 - 1906 Militaire et homme politique | Mekonnen Welde Mikaél 1852 - 1906 Militaire et homme politique | Mekonnen Welde Mikaél 1852 - 1906 Militaire et homme politique | Mekonnen Welde Mikaél 1852 - 1906 Militaire et homme politique |                                               |                                               |                                               |                                               |                                       |                                       |             |             | Menelik II 1844 - 1913 Negus d'Éthiopie          | Menelik II 1844 - 1913 Negus d'Éthiopie          | Menelik II 1844 - 1913 Negus d'Éthiopie          | Menelik II 1844 - 1913 Negus d'Éthiopie          | Menelik II 1844 - 1913 Negus d'Éthiopie          | Menelik II 1844 - 1913 Negus d'Éthiopie          |                      |                      |                                                     |                                                     | Altash Première femme de Menelik II et fille de Téwodros II | Altash Première femme de Menelik II et fille de Téwodros II | Altash Première femme de Menelik II et fille de Téwodros II | Altash Première femme de Menelik II et fille de Téwodros II | Altash Première femme de Menelik II et fille de Téwodros II | Altash Première femme de Menelik II et fille de Téwodros II |                                        |                                        |                                        |                                        |                                        |                                        |                                     |                                     |                    |                    | Taytu Betul vers 1851 - 1918 3e femme de Menelik II     | Taytu Betul vers 1851 - 1918 3e femme de Menelik II     | Taytu Betul vers 1851 - 1918 3e femme de Menelik II     | Taytu Betul vers 1851 - 1918 3e femme de Menelik II     | Taytu Betul vers 1851 - 1918 3e femme de Menelik II     | Taytu Betul vers 1851 - 1918 3e femme de Menelik II     |                                           |                                           | Wale Betul +1918 | Wale Betul +1918 | Wale Betul +1918                                              | Wale Betul +1918                                              | Wale Betul +1918                                              | Wale Betul +1918                                              |                                                               |                                                               |  |  |                                                                          |                                                                          |                                                                          |                                                                          | Yohannes IV d’Éthiopie 1837 - 1889 Negus d’Éthiopie                      | Yohannes IV d’Éthiopie 1837 - 1889 Negus d’Éthiopie                      | Yohannes IV d’Éthiopie 1837 - 1889 Negus d’Éthiopie | Yohannes IV d’Éthiopie 1837 - 1889 Negus d’Éthiopie | Yohannes IV d’Éthiopie 1837 - 1889 Negus d’Éthiopie | Yohannes IV d’Éthiopie 1837 - 1889 Negus d’Éthiopie |                                                                  |                                                                  | Dinqinesh 1833 - 1912 2e femme de Tekle Giyorgis II              | Dinqinesh 1833 - 1912 2e femme de Tekle Giyorgis II              | Dinqinesh 1833 - 1912 2e femme de Tekle Giyorgis II              | Dinqinesh 1833 - 1912 2e femme de Tekle Giyorgis II              | Dinqinesh 1833 - 1912 2e femme de Tekle Giyorgis II | Dinqinesh 1833 - 1912 2e femme de Tekle Giyorgis II |  |  | Tekle Giyorgis II d’Éthiopie 1836 - 1873 Negus d'Éthiopie | Tekle Giyorgis II d’Éthiopie 1836 - 1873 Negus d'Éthiopie | Tekle Giyorgis II d’Éthiopie 1836 - 1873 Negus d'Éthiopie | Tekle Giyorgis II d’Éthiopie 1836 - 1873 Negus d'Éthiopie | Tekle Giyorgis II d’Éthiopie 1836 - 1873 Negus d'Éthiopie | Tekle Giyorgis II d’Éthiopie 1836 - 1873 Negus d'Éthiopie |  |  |  |  |  |  |  |  |  |  |  |  |  |  |  |  |  |  |
|  |  |                                                     |                                                     |                                                     |                                                     | Eheta                                               | Eheta                                               | Eheta        | Eheta        | Eheta      | Eheta      |                                                 |                                                 | Mekonnen Welde Mikaél 1852 - 1906 Militaire et homme politique | Mekonnen Welde Mikaél 1852 - 1906 Militaire et homme politique | Mekonnen Welde Mikaél 1852 - 1906 Militaire et homme politique | Mekonnen Welde Mikaél 1852 - 1906 Militaire et homme politique | Mekonnen Welde Mikaél 1852 - 1906 Militaire et homme politique | Mekonnen Welde Mikaél 1852 - 1906 Militaire et homme politique |                                               |                                               |                                               |                                               |                                       |                                       |             |             | Menelik II 1844 - 1913 Negus d'Éthiopie          | Menelik II 1844 - 1913 Negus d'Éthiopie          | Menelik II 1844 - 1913 Negus d'Éthiopie          | Menelik II 1844 - 1913 Negus d'Éthiopie          | Menelik II 1844 - 1913 Negus d'Éthiopie          | Menelik II 1844 - 1913 Negus d'Éthiopie          |                      |                      |                                                     |                                                     | Altash Première femme de Menelik II et fille de Téwodros II | Altash Première femme de Menelik II et fille de Téwodros II | Altash Première femme de Menelik II et fille de Téwodros II | Altash Première femme de Menelik II et fille de Téwodros II | Altash Première femme de Menelik II et fille de Téwodros II | Altash Première femme de Menelik II et fille de Téwodros II |                                        |                                        |                                        |                                        |                                        |                                        |                                     |                                     |                    |                    | Taytu Betul vers 1851 - 1918 3e femme de Menelik II     | Taytu Betul vers 1851 - 1918 3e femme de Menelik II     | Taytu Betul vers 1851 - 1918 3e femme de Menelik II     | Taytu Betul vers 1851 - 1918 3e femme de Menelik II     | Taytu Betul vers 1851 - 1918 3e femme de Menelik II     | Taytu Betul vers 1851 - 1918 3e femme de Menelik II     |                                           |                                           | Wale Betul +1918 | Wale Betul +1918 | Wale Betul +1918                                              | Wale Betul +1918                                              | Wale Betul +1918                                              | Wale Betul +1918                                              |                                                               |                                                               |  |  |                                                                          |                                                                          |                                                                          |                                                                          | Yohannes IV d’Éthiopie 1837 - 1889 Negus d’Éthiopie                      | Yohannes IV d’Éthiopie 1837 - 1889 Negus d’Éthiopie                      | Yohannes IV d’Éthiopie 1837 - 1889 Negus d’Éthiopie | Yohannes IV d’Éthiopie 1837 - 1889 Negus d’Éthiopie | Yohannes IV d’Éthiopie 1837 - 1889 Negus d’Éthiopie | Yohannes IV d’Éthiopie 1837 - 1889 Negus d’Éthiopie |                                                                  |                                                                  | Dinqinesh 1833 - 1912 2e femme de Tekle Giyorgis II              | Dinqinesh 1833 - 1912 2e femme de Tekle Giyorgis II              | Dinqinesh 1833 - 1912 2e femme de Tekle Giyorgis II              | Dinqinesh 1833 - 1912 2e femme de Tekle Giyorgis II              | Dinqinesh 1833 - 1912 2e femme de Tekle Giyorgis II | Dinqinesh 1833 - 1912 2e femme de Tekle Giyorgis II |  |  | Tekle Giyorgis II d’Éthiopie 1836 - 1873 Negus d'Éthiopie | Tekle Giyorgis II d’Éthiopie 1836 - 1873 Negus d'Éthiopie | Tekle Giyorgis II d’Éthiopie 1836 - 1873 Negus d'Éthiopie | Tekle Giyorgis II d’Éthiopie 1836 - 1873 Negus d'Éthiopie | Tekle Giyorgis II d’Éthiopie 1836 - 1873 Negus d'Éthiopie | Tekle Giyorgis II d’Éthiopie 1836 - 1873 Negus d'Éthiopie |  |  |  |  |  |  |  |  |  |  |  |  |  |  |  |  |  |  |
|  |  |                                                     |                                                     |                                                     |                                                     |                                                     |                                                     |              |              |            |            |                                                 |                                                 |                                                                |                                                                |                                                                |                                                                |                                                                |                                                                |                                               |                                               |                                               |                                               |                                       |                                       |             |             |                                                  |                                                  |                                                  |                                                  |                                                  |                                                  |                      |                      |                                                     |                                                     |                                                             |                                                             |                                                             |                                                             |                                                             |                                                             |                                        |                                        |                                        |                                        |                                        |                                        |                                     |                                     |                    |                    |                                                         |                                                         |                                                         |                                                         |                                                         |                                                         |                                           |                                           |                  |                  |                                                               |                                                               |                                                               |                                                               |                                                               |                                                               |  |  |                                                                          |                                                                          |                                                                          |                                                                          |                                                                          |                                                                          |                                                     |                                                     |                                                     |                                                     |                                                                  |                                                                  |                                                                  |                                                                  |                                                                  |                                                                  |                                                     |                                                     |  |  |                                                           |                                                           |                                                           |                                                           |                                                           |                                                           |  |  |  |  |  |  |  |  |  |  |  |  |  |  |  |  |  |  |
|  |  |                                                     |                                                     |                                                     |                                                     |                                                     |                                                     |              |              |            |            |                                                 |                                                 |                                                                |                                                                |                                                                |                                                                |                                                                |                                                                |                                               |                                               |                                               |                                               |                                       |                                       |             |             |                                                  |                                                  |                                                  |                                                  |                                                  |                                                  |                      |                      |                                                     |                                                     |                                                             |                                                             |                                                             |                                                             |                                                             |                                                             |                                        |                                        |                                        |                                        |                                        |                                        |                                     |                                     |                    |                    |                                                         |                                                         |                                                         |                                                         |                                                         |                                                         |                                           |                                           |                  |                  |                                                               |                                                               |                                                               |                                                               |                                                               |                                                               |  |  |                                                                          |                                                                          |                                                                          |                                                                          |                                                                          |                                                                          |                                                     |                                                     |                                                     |                                                     |                                                                  |                                                                  |                                                                  |                                                                  |                                                                  |                                                                  |                                                     |                                                     |  |  |                                                           |                                                           |                                                           |                                                           |                                                           |                                                           |  |  |  |  |  |  |  |  |  |  |  |  |  |  |  |  |  |  |
|  |  |                                                     |                                                     | Mezlekianesh                                        | Mezlekianesh                                        | Mezlekianesh                                        | Mezlekianesh                                        | Mezlekianesh | Mezlekianesh |            |            |                                                 |                                                 |                                                                |                                                                |                                                                |                                                                |                                                                |                                                                | Mikaél du Wello 1850 - 1918 Militaire         | Mikaél du Wello 1850 - 1918 Militaire         | Mikaél du Wello 1850 - 1918 Militaire         | Mikaél du Wello 1850 - 1918 Militaire         | Mikaél du Wello 1850 - 1918 Militaire | Mikaél du Wello 1850 - 1918 Militaire |             |             | Shewareged 1867 - 1897                           | Shewareged 1867 - 1897                           | Shewareged 1867 - 1897                           | Shewareged 1867 - 1897                           | Shewareged 1867 - 1897                           | Shewareged 1867 - 1897                           |                      |                      | Zewditou Ire 1876 - 1930 Negiste Negest d’Éthiopie  | Zewditou Ire 1876 - 1930 Negiste Negest d’Éthiopie  | Zewditou Ire 1876 - 1930 Negiste Negest d’Éthiopie          | Zewditou Ire 1876 - 1930 Negiste Negest d’Éthiopie          | Zewditou Ire 1876 - 1930 Negiste Negest d’Éthiopie          | Zewditou Ire 1876 - 1930 Negiste Negest d’Éthiopie          |                                                             |                                                             |                                        |                                        |                                        |                                        |                                        |                                        |                                     |                                     |                    |                    |                                                         |                                                         | Gougsa Wellé deuxième époux n 1875 d 1930               | Gougsa Wellé deuxième époux n 1875 d 1930               | Gougsa Wellé deuxième époux n 1875 d 1930               | Gougsa Wellé deuxième époux n 1875 d 1930               | Gougsa Wellé deuxième époux n 1875 d 1930 | Gougsa Wellé deuxième époux n 1875 d 1930 |                  |                  | Kafay Wale                                                    | Kafay Wale                                                    | Kafay Wale                                                    | Kafay Wale                                                    | Kafay Wale                                                    | Kafay Wale                                                    |  |  | Mengesha Yohannes 1868 - 1906                                            | Mengesha Yohannes 1868 - 1906                                            | Mengesha Yohannes 1868 - 1906                                            | Mengesha Yohannes 1868 - 1906                                            | Mengesha Yohannes 1868 - 1906                                            | Mengesha Yohannes 1868 - 1906                                            |                                                     |                                                     |                                                     |                                                     | Araya Selassie Yohannes 1867 - 1888 Premier mari de Zewditou Ire | Araya Selassie Yohannes 1867 - 1888 Premier mari de Zewditou Ire | Araya Selassie Yohannes 1867 - 1888 Premier mari de Zewditou Ire | Araya Selassie Yohannes 1867 - 1888 Premier mari de Zewditou Ire | Araya Selassie Yohannes 1867 - 1888 Premier mari de Zewditou Ire | Araya Selassie Yohannes 1867 - 1888 Premier mari de Zewditou Ire |                                                     |                                                     |  |  |                                                           |                                                           |                                                           |                                                           |                                                           |                                                           |  |  |  |  |  |  |  |  |  |  |  |  |  |  |  |  |  |  |
|  |  |                                                     |                                                     | Mezlekianesh                                        | Mezlekianesh                                        | Mezlekianesh                                        | Mezlekianesh                                        | Mezlekianesh | Mezlekianesh |            |            |                                                 |                                                 |                                                                |                                                                |                                                                |                                                                |                                                                |                                                                | Mikaél du Wello 1850 - 1918 Militaire         | Mikaél du Wello 1850 - 1918 Militaire         | Mikaél du Wello 1850 - 1918 Militaire         | Mikaél du Wello 1850 - 1918 Militaire         | Mikaél du Wello 1850 - 1918 Militaire | Mikaél du Wello 1850 - 1918 Militaire |             |             | Shewareged 1867 - 1897                           | Shewareged 1867 - 1897                           | Shewareged 1867 - 1897                           | Shewareged 1867 - 1897                           | Shewareged 1867 - 1897                           | Shewareged 1867 - 1897                           |                      |                      | Zewditou Ire 1876 - 1930 Negiste Negest d’Éthiopie  | Zewditou Ire 1876 - 1930 Negiste Negest d’Éthiopie  | Zewditou Ire 1876 - 1930 Negiste Negest d’Éthiopie          | Zewditou Ire 1876 - 1930 Negiste Negest d’Éthiopie          | Zewditou Ire 1876 - 1930 Negiste Negest d’Éthiopie          | Zewditou Ire 1876 - 1930 Negiste Negest d’Éthiopie          |                                                             |                                                             |                                        |                                        |                                        |                                        |                                        |                                        |                                     |                                     |                    |                    |                                                         |                                                         | Gougsa Wellé deuxième époux n 1875 d 1930               | Gougsa Wellé deuxième époux n 1875 d 1930               | Gougsa Wellé deuxième époux n 1875 d 1930               | Gougsa Wellé deuxième époux n 1875 d 1930               | Gougsa Wellé deuxième époux n 1875 d 1930 | Gougsa Wellé deuxième époux n 1875 d 1930 |                  |                  | Kafay Wale                                                    | Kafay Wale                                                    | Kafay Wale                                                    | Kafay Wale                                                    | Kafay Wale                                                    | Kafay Wale                                                    |  |  | Mengesha Yohannes 1868 - 1906                                            | Mengesha Yohannes 1868 - 1906                                            | Mengesha Yohannes 1868 - 1906                                            | Mengesha Yohannes 1868 - 1906                                            | Mengesha Yohannes 1868 - 1906                                            | Mengesha Yohannes 1868 - 1906                                            |                                                     |                                                     |                                                     |                                                     | Araya Selassie Yohannes 1867 - 1888 Premier mari de Zewditou Ire | Araya Selassie Yohannes 1867 - 1888 Premier mari de Zewditou Ire | Araya Selassie Yohannes 1867 - 1888 Premier mari de Zewditou Ire | Araya Selassie Yohannes 1867 - 1888 Premier mari de Zewditou Ire | Araya Selassie Yohannes 1867 - 1888 Premier mari de Zewditou Ire | Araya Selassie Yohannes 1867 - 1888 Premier mari de Zewditou Ire |                                                     |                                                     |  |  |                                                           |                                                           |                                                           |                                                           |                                                           |                                                           |  |  |  |  |  |  |  |  |  |  |  |  |  |  |  |  |  |  |
|  |  |                                                     |                                                     |                                                     |                                                     |                                                     |                                                     |              |              |            |            |                                                 |                                                 |                                                                |                                                                |                                                                |                                                                |                                                                |                                                                |                                               |                                               |                                               |                                               |                                       |                                       |             |             |                                                  |                                                  |                                                  |                                                  |                                                  |                                                  |                      |                      |                                                     |                                                     |                                                             |                                                             |                                                             |                                                             |                                                             |                                                             |                                        |                                        |                                        |                                        |                                        |                                        |                                     |                                     |                    |                    |                                                         |                                                         |                                                         |                                                         |                                                         |                                                         |                                           |                                           |                  |                  |                                                               |                                                               |                                                               |                                                               |                                                               |                                                               |  |  |                                                                          |                                                                          |                                                                          |                                                                          |                                                                          |                                                                          |                                                     |                                                     |                                                     |                                                     |                                                                  |                                                                  |                                                                  |                                                                  |                                                                  |                                                                  |                                                     |                                                     |  |  |                                                           |                                                           |                                                           |                                                           |                                                           |                                                           |  |  |  |  |  |  |  |  |  |  |  |  |  |  |  |  |  |  |
|  |  | Emrou Haile Selassie 1892 - 1980 Gouverneur         | Emrou Haile Selassie 1892 - 1980 Gouverneur         | Emrou Haile Selassie 1892 - 1980 Gouverneur         | Emrou Haile Selassie 1892 - 1980 Gouverneur         | Emrou Haile Selassie 1892 - 1980 Gouverneur         | Emrou Haile Selassie 1892 - 1980 Gouverneur         |              |              |            |            |                                                 |                                                 |                                                                |                                                                |                                                                |                                                                |                                                                |                                                                | Selim                                         | Selim                                         | Selim                                         | Selim                                         | Selim                                 | Selim                                 |             |             | Iyasou V d’Éthiopie 1898 - 1936 Negus d’Éthiopie | Iyasou V d’Éthiopie 1898 - 1936 Negus d’Éthiopie | Iyasou V d’Éthiopie 1898 - 1936 Negus d’Éthiopie | Iyasou V d’Éthiopie 1898 - 1936 Negus d’Éthiopie | Iyasou V d’Éthiopie 1898 - 1936 Negus d’Éthiopie | Iyasou V d’Éthiopie 1898 - 1936 Negus d’Éthiopie |                      |                      |                                                     |                                                     |                                                             |                                                             |                                                             |                                                             |                                                             |                                                             |                                        |                                        |                                        |                                        |                                        |                                        |                                     |                                     |                    |                    |                                                         |                                                         |                                                         |                                                         |                                                         |                                                         |                                           |                                           |                  |                  | Romana Worq née en 1902 Première femme de Iyasou V d’Éthiopie | Romana Worq née en 1902 Première femme de Iyasou V d’Éthiopie | Romana Worq née en 1902 Première femme de Iyasou V d’Éthiopie | Romana Worq née en 1902 Première femme de Iyasou V d’Éthiopie | Romana Worq née en 1902 Première femme de Iyasou V d’Éthiopie | Romana Worq née en 1902 Première femme de Iyasou V d’Éthiopie |  |  | Seyoum Mengesha 1887 - 1960 Gouverneur du Tigré                          | Seyoum Mengesha 1887 - 1960 Gouverneur du Tigré                          | Seyoum Mengesha 1887 - 1960 Gouverneur du Tigré                          | Seyoum Mengesha 1887 - 1960 Gouverneur du Tigré                          | Seyoum Mengesha 1887 - 1960 Gouverneur du Tigré                          | Seyoum Mengesha 1887 - 1960 Gouverneur du Tigré                          |                                                     |                                                     |                                                     |                                                     |                                                                  |                                                                  |                                                                  |                                                                  |                                                                  |                                                                  |                                                     |                                                     |  |  |                                                           |                                                           |                                                           |                                                           |                                                           |                                                           |  |  |  |  |  |  |  |  |  |  |  |  |  |  |  |  |  |  |
|  |  | Emrou Haile Selassie 1892 - 1980 Gouverneur         | Emrou Haile Selassie 1892 - 1980 Gouverneur         | Emrou Haile Selassie 1892 - 1980 Gouverneur         | Emrou Haile Selassie 1892 - 1980 Gouverneur         | Emrou Haile Selassie 1892 - 1980 Gouverneur         | Emrou Haile Selassie 1892 - 1980 Gouverneur         |              |              |            |            |                                                 |                                                 |                                                                |                                                                |                                                                |                                                                |                                                                |                                                                | Selim                                         | Selim                                         | Selim                                         | Selim                                         | Selim                                 | Selim                                 |             |             | Iyasou V d’Éthiopie 1898 - 1936 Negus d’Éthiopie | Iyasou V d’Éthiopie 1898 - 1936 Negus d’Éthiopie | Iyasou V d’Éthiopie 1898 - 1936 Negus d’Éthiopie | Iyasou V d’Éthiopie 1898 - 1936 Negus d’Éthiopie | Iyasou V d’Éthiopie 1898 - 1936 Negus d’Éthiopie | Iyasou V d’Éthiopie 1898 - 1936 Negus d’Éthiopie |                      |                      |                                                     |                                                     |                                                             |                                                             |                                                             |                                                             |                                                             |                                                             |                                        |                                        |                                        |                                        |                                        |                                        |                                     |                                     |                    |                    |                                                         |                                                         |                                                         |                                                         |                                                         |                                                         |                                           |                                           |                  |                  | Romana Worq née en 1902 Première femme de Iyasou V d’Éthiopie | Romana Worq née en 1902 Première femme de Iyasou V d’Éthiopie | Romana Worq née en 1902 Première femme de Iyasou V d’Éthiopie | Romana Worq née en 1902 Première femme de Iyasou V d’Éthiopie | Romana Worq née en 1902 Première femme de Iyasou V d’Éthiopie | Romana Worq née en 1902 Première femme de Iyasou V d’Éthiopie |  |  | Seyoum Mengesha 1887 - 1960 Gouverneur du Tigré                          | Seyoum Mengesha 1887 - 1960 Gouverneur du Tigré                          | Seyoum Mengesha 1887 - 1960 Gouverneur du Tigré                          | Seyoum Mengesha 1887 - 1960 Gouverneur du Tigré                          | Seyoum Mengesha 1887 - 1960 Gouverneur du Tigré                          | Seyoum Mengesha 1887 - 1960 Gouverneur du Tigré                          |                                                     |                                                     |                                                     |                                                     |                                                                  |                                                                  |                                                                  |                                                                  |                                                                  |                                                                  |                                                     |                                                     |  |  |                                                           |                                                           |                                                           |                                                           |                                                           |                                                           |  |  |  |  |  |  |  |  |  |  |  |  |  |  |  |  |  |  |
|  |  |                                                     |                                                     |                                                     |                                                     |                                                     |                                                     |              |              |            |            |                                                 |                                                 |                                                                |                                                                |                                                                |                                                                |                                                                |                                                                |                                               |                                               |                                               |                                               |                                       |                                       |             |             |                                                  |                                                  |                                                  |                                                  |                                                  |                                                  |                      |                      |                                                     |                                                     |                                                             |                                                             |                                                             |                                                             |                                                             |                                                             |                                        |                                        |                                        |                                        |                                        |                                        |                                     |                                     |                    |                    |                                                         |                                                         |                                                         |                                                         |                                                         |                                                         |                                           |                                           |                  |                  |                                                               |                                                               |                                                               |                                                               |                                                               |                                                               |  |  |                                                                          |                                                                          |                                                                          |                                                                          |                                                                          |                                                                          |                                                     |                                                     |                                                     |                                                     |                                                                  |                                                                  |                                                                  |                                                                  |                                                                  |                                                                  |                                                     |                                                     |  |  |                                                           |                                                           |                                                           |                                                           |                                                           |                                                           |  |  |  |  |  |  |  |  |  |  |  |  |  |  |  |  |  |  |
|  |  | Mikael Imru 1926 - 2008 Premier ministre d’Éthiopie | Mikael Imru 1926 - 2008 Premier ministre d’Éthiopie | Mikael Imru 1926 - 2008 Premier ministre d’Éthiopie | Mikael Imru 1926 - 2008 Premier ministre d’Éthiopie | Mikael Imru 1926 - 2008 Premier ministre d’Éthiopie | Mikael Imru 1926 - 2008 Premier ministre d’Éthiopie |              |              |            |            | Hailé Sélassié Ier 1892 - 1975 Negus d’Éthiopie | Hailé Sélassié Ier 1892 - 1975 Negus d’Éthiopie | Hailé Sélassié Ier 1892 - 1975 Negus d’Éthiopie                | Hailé Sélassié Ier 1892 - 1975 Negus d’Éthiopie                | Hailé Sélassié Ier 1892 - 1975 Negus d’Éthiopie                | Hailé Sélassié Ier 1892 - 1975 Negus d’Éthiopie                |                                                                |                                                                |                                               |                                               | Menen Asfaw                                   | Menen Asfaw                                   | Menen Asfaw                           | Menen Asfaw                           | Menen Asfaw | Menen Asfaw |                                                  |                                                  |                                                  |                                                  |                                                  |                                                  |                      |                      |                                                     |                                                     |                                                             |                                                             |                                                             |                                                             |                                                             |                                                             |                                        |                                        |                                        |                                        |                                        |                                        |                                     |                                     |                    |                    |                                                         |                                                         |                                                         |                                                         |                                                         |                                                         |                                           |                                           |                  |                  |                                                               |                                                               |                                                               |                                                               |                                                               |                                                               |  |  |                                                                          |                                                                          |                                                                          |                                                                          |                                                                          |                                                                          |                                                     |                                                     |                                                     |                                                     |                                                                  |                                                                  |                                                                  |                                                                  |                                                                  |                                                                  |                                                     |                                                     |  |  |                                                           |                                                           |                                                           |                                                           |                                                           |                                                           |  |  |  |  |  |  |  |  |  |  |  |  |  |  |  |  |  |  |
|  |  | Mikael Imru 1926 - 2008 Premier ministre d’Éthiopie | Mikael Imru 1926 - 2008 Premier ministre d’Éthiopie | Mikael Imru 1926 - 2008 Premier ministre d’Éthiopie | Mikael Imru 1926 - 2008 Premier ministre d’Éthiopie | Mikael Imru 1926 - 2008 Premier ministre d’Éthiopie | Mikael Imru 1926 - 2008 Premier ministre d’Éthiopie |              |              |            |            | Hailé Sélassié Ier 1892 - 1975 Negus d’Éthiopie | Hailé Sélassié Ier 1892 - 1975 Negus d’Éthiopie | Hailé Sélassié Ier 1892 - 1975 Negus d’Éthiopie                | Hailé Sélassié Ier 1892 - 1975 Negus d’Éthiopie                | Hailé Sélassié Ier 1892 - 1975 Negus d’Éthiopie                | Hailé Sélassié Ier 1892 - 1975 Negus d’Éthiopie                |                                                                |                                                                |                                               |                                               | Menen Asfaw                                   | Menen Asfaw                                   | Menen Asfaw                           | Menen Asfaw                           | Menen Asfaw | Menen Asfaw |                                                  |                                                  |                                                  |                                                  |                                                  |                                                  |                      |                      |                                                     |                                                     |                                                             |                                                             |                                                             |                                                             |                                                             |                                                             |                                        |                                        |                                        |                                        |                                        |                                        |                                     |                                     |                    |                    |                                                         |                                                         |                                                         |                                                         |                                                         |                                                         |                                           |                                           |                  |                  |                                                               |                                                               |                                                               |                                                               |                                                               |                                                               |  |  |                                                                          |                                                                          |                                                                          |                                                                          |                                                                          |                                                                          |                                                     |                                                     |                                                     |                                                     |                                                                  |                                                                  |                                                                  |                                                                  |                                                                  |                                                                  |                                                     |                                                     |  |  |                                                           |                                                           |                                                           |                                                           |                                                           |                                                           |  |  |  |  |  |  |  |  |  |  |  |  |  |  |  |  |  |  |
|  |  |                                                     |                                                     |                                                     |                                                     |                                                     |                                                     |              |              |            |            |                                                 |                                                 |                                                                |                                                                |                                                                |                                                                |                                                                |                                                                |                                               |                                               |                                               |                                               |                                       |                                       |             |             |                                                  |                                                  |                                                  |                                                  |                                                  |                                                  |                      |                      |                                                     |                                                     |                                                             |                                                             |                                                             |                                                             |                                                             |                                                             |                                        |                                        |                                        |                                        |                                        |                                        |                                     |                                     |                    |                    |                                                         |                                                         |                                                         |                                                         |                                                         |                                                         |                                           |                                           |                  |                  |                                                               |                                                               |                                                               |                                                               |                                                               |                                                               |  |  |                                                                          |                                                                          |                                                                          |                                                                          |                                                                          |                                                                          |                                                     |                                                     |                                                     |                                                     |                                                                  |                                                                  |                                                                  |                                                                  |                                                                  |                                                                  |                                                     |                                                     |  |  |                                                           |                                                           |                                                           |                                                           |                                                           |                                                           |  |  |  |  |  |  |  |  |  |  |  |  |  |  |  |  |  |  |
|  |  |                                                     |                                                     |                                                     |                                                     |                                                     |                                                     |              |              |            |            |                                                 |                                                 |                                                                |                                                                |                                                                |                                                                |                                                                |                                                                |                                               |                                               |                                               |                                               |                                       |                                       |             |             |                                                  |                                                  |                                                  |                                                  |                                                  |                                                  |                      |                      |                                                     |                                                     |                                                             |                                                             |                                                             |                                                             |                                                             |                                                             |                                        |                                        |                                        |                                        |                                        |                                        |                                     |                                     |                    |                    |                                                         |                                                         |                                                         |                                                         |                                                         |                                                         |                                           |                                           |                  |                  |                                                               |                                                               |                                                               |                                                               |                                                               |                                                               |  |  |                                                                          |                                                                          |                                                                          |                                                                          |                                                                          |                                                                          |                                                     |                                                     |                                                     |                                                     |                                                                  |                                                                  |                                                                  |                                                                  |                                                                  |                                                                  |                                                     |                                                     |  |  |                                                           |                                                           |                                                           |                                                           |                                                           |                                                           |  |  |  |  |  |  |  |  |  |  |  |  |  |  |  |  |  |  |
|  |  |                                                     |                                                     |                                                     |                                                     | Romanework                                          | Romanework                                          | Romanework   | Romanework   | Romanework | Romanework |                                                 |                                                 | Tenagnework                                                    | Tenagnework                                                    | Tenagnework                                                    | Tenagnework                                                    | Tenagnework                                                    | Tenagnework                                                    |                                               |                                               | Tsehai                                        | Tsehai                                        | Tsehai                                | Tsehai                                | Tsehai      | Tsehai      |                                                  |                                                  | Zenebework                                       | Zenebework                                       | Zenebework                                       | Zenebework                                       | Zenebework           | Zenebework           |                                                     |                                                     | Makonnen                                                    | Makonnen                                                    | Makonnen                                                    | Makonnen                                                    | Makonnen                                                    | Makonnen                                                    |                                        |                                        | Prince Sahle Selassie (en)             | Prince Sahle Selassie (en)             | Prince Sahle Selassie (en)             | Prince Sahle Selassie (en)             | Prince Sahle Selassie (en)          | Prince Sahle Selassie (en)          |                    |                    | Amha Selassie Deuxième épouse Medferiashwork Abebe (en) | Amha Selassie Deuxième épouse Medferiashwork Abebe (en) | Amha Selassie Deuxième épouse Medferiashwork Abebe (en) | Amha Selassie Deuxième épouse Medferiashwork Abebe (en) | Amha Selassie Deuxième épouse Medferiashwork Abebe (en) | Amha Selassie Deuxième épouse Medferiashwork Abebe (en) |                                           |                                           |                  |                  |                                                               |                                                               |                                                               |                                                               |                                                               |                                                               |  |  | Wolete Israel Seyoum née en 1906 - 1988 Première épouse de Amha Selassie | Wolete Israel Seyoum née en 1906 - 1988 Première épouse de Amha Selassie | Wolete Israel Seyoum née en 1906 - 1988 Première épouse de Amha Selassie | Wolete Israel Seyoum née en 1906 - 1988 Première épouse de Amha Selassie | Wolete Israel Seyoum née en 1906 - 1988 Première épouse de Amha Selassie | Wolete Israel Seyoum née en 1906 - 1988 Première épouse de Amha Selassie |                                                     |                                                     |                                                     |                                                     |                                                                  |                                                                  |                                                                  |                                                                  |                                                                  |                                                                  |                                                     |                                                     |  |  |                                                           |                                                           |                                                           |                                                           |                                                           |                                                           |  |  |  |  |  |  |  |  |  |  |  |  |  |  |  |  |  |  |
|  |  |                                                     |                                                     |                                                     |                                                     | Romanework                                          | Romanework                                          | Romanework   | Romanework   | Romanework | Romanework |                                                 |                                                 | Tenagnework                                                    | Tenagnework                                                    | Tenagnework                                                    | Tenagnework                                                    | Tenagnework                                                    | Tenagnework                                                    |                                               |                                               | Tsehai                                        | Tsehai                                        | Tsehai                                | Tsehai                                | Tsehai      | Tsehai      |                                                  |                                                  | Zenebework                                       | Zenebework                                       | Zenebework                                       | Zenebework                                       | Zenebework           | Zenebework           |                                                     |                                                     | Makonnen                                                    | Makonnen                                                    | Makonnen                                                    | Makonnen                                                    | Makonnen                                                    | Makonnen                                                    |                                        |                                        | Prince Sahle Selassie (en)             | Prince Sahle Selassie (en)             | Prince Sahle Selassie (en)             | Prince Sahle Selassie (en)             | Prince Sahle Selassie (en)          | Prince Sahle Selassie (en)          |                    |                    | Amha Selassie Deuxième épouse Medferiashwork Abebe (en) | Amha Selassie Deuxième épouse Medferiashwork Abebe (en) | Amha Selassie Deuxième épouse Medferiashwork Abebe (en) | Amha Selassie Deuxième épouse Medferiashwork Abebe (en) | Amha Selassie Deuxième épouse Medferiashwork Abebe (en) | Amha Selassie Deuxième épouse Medferiashwork Abebe (en) |                                           |                                           |                  |                  |                                                               |                                                               |                                                               |                                                               |                                                               |                                                               |  |  | Wolete Israel Seyoum née en 1906 - 1988 Première épouse de Amha Selassie | Wolete Israel Seyoum née en 1906 - 1988 Première épouse de Amha Selassie | Wolete Israel Seyoum née en 1906 - 1988 Première épouse de Amha Selassie | Wolete Israel Seyoum née en 1906 - 1988 Première épouse de Amha Selassie | Wolete Israel Seyoum née en 1906 - 1988 Première épouse de Amha Selassie | Wolete Israel Seyoum née en 1906 - 1988 Première épouse de Amha Selassie |                                                     |                                                     |                                                     |                                                     |                                                                  |                                                                  |                                                                  |                                                                  |                                                                  |                                                                  |                                                     |                                                     |  |  |                                                           |                                                           |                                                           |                                                           |                                                           |                                                           |  |  |  |  |  |  |  |  |  |  |  |  |  |  |  |  |  |  |
|  |  |                                                     |                                                     |                                                     |                                                     |                                                     |                                                     |              |              |            |            |                                                 |                                                 |                                                                |                                                                |                                                                |                                                                |                                                                |                                                                |                                               |                                               |                                               |                                               |                                       |                                       |             |             |                                                  |                                                  |                                                  |                                                  |                                                  |                                                  |                      |                      |                                                     |                                                     |                                                             |                                                             |                                                             |                                                             |                                                             |                                                             |                                        |                                        |                                        |                                        |                                        |                                        |                                     |                                     |                    |                    |                                                         |                                                         |                                                         |                                                         |                                                         |                                                         |                                           |                                           |                  |                  |                                                               |                                                               |                                                               |                                                               |                                                               |                                                               |  |  |                                                                          |                                                                          |                                                                          |                                                                          |                                                                          |                                                                          |                                                     |                                                     |                                                     |                                                     |                                                                  |                                                                  |                                                                  |                                                                  |                                                                  |                                                                  |                                                     |                                                     |  |  |                                                           |                                                           |                                                           |                                                           |                                                           |                                                           |  |  |  |  |  |  |  |  |  |  |  |  |  |  |  |  |  |  |
|  |  |                                                     |                                                     |                                                     |                                                     |                                                     |                                                     |              |              |            |            |                                                 |                                                 |                                                                |                                                                |                                                                |                                                                |                                                                |                                                                |                                               |                                               |                                               |                                               |                                       |                                       |             |             |                                                  |                                                  |                                                  |                                                  |                                                  |                                                  |                      |                      |                                                     |                                                     |                                                             |                                                             |                                                             |                                                             |                                                             |                                                             |                                        |                                        |                                        |                                        |                                        |                                        |                                     |                                     |                    |                    | Zera Yacob Amha Selassie                                |                                                         |                                                         |                                                         |                                                         |                                                         |                                           |                                           |                  |                  |                                                               |                                                               |                                                               |                                                               |                                                               |                                                               |  |  |                                                                          |                                                                          |                                                                          |                                                                          |                                                                          |                                                                          |                                                     |                                                     |                                                     |                                                     |                                                                  |                                                                  |                                                                  |                                                                  |                                                                  |                                                                  |                                                     |                                                     |  |  |                                                           |                                                           |                                                           |                                                           |                                                           |                                                           |  |  |  |  |  |  |  |  |  |  |  |  |  |  |  |  |  |  |